# Liga Mistrzów UEFA (2015/2016)/Faza kwalifikacyjna
Artykuł prezentuje szczegółowe dane dotyczące rozegranych meczów mających na celu wyłonienie grupy 32 drużyn spośród 56 zespołów piłkarskich, które wzięły udział w fazie grupowej Ligi Mistrzów UEFA 2015/2016.

## Terminarz
| Faza         | Runda                         | Data losowania  | Pierwszy mecz           | Drugi mecz          |
| ------------ | ----------------------------- | --------------- | ----------------------- | ------------------- |
| Kwalifikacje | Pierwsza runda kwalifikacyjna | 22 czerwca 2015 | 30 czerwca–1 lipca 2015 | 7–8 lipca 2015      |
| Kwalifikacje | Druga runda kwalifikacyjna    | 22 czerwca 2015 | 14–15 lipca 2015        | 21–22 lipca 2015    |
| Kwalifikacje | Trzecia runda kwalifikacyjna  | 17 lipca 2015   | 28–29 lipca 2015        | 4–5 sierpnia 2015   |
| Play-off     | Runda play-off                | 7 sierpnia 2015 | 18–19 sierpnia 2015     | 25–26 sierpnia 2015 |

## I runda kwalifikacyjna
Do startu w I rundzie kwalifikacyjnej uprawniono 8 drużyn, z czego 4 zostały rozstawione. Losowanie odbyło się 22 czerwca 2015 roku.
| The New Saints F.C.  | 5,575 |
| Tallinna FCI Levadia | 4,200 |
| Piunik Erywań        | 3,550 |
| FC Santa Coloma      | 2,666 |

| Crusaders F.C.      | 2,475 |
| B36 Tórshavn        | 1,450 |
| Lincoln Red Imps    | 0,550 |
| SS Folgore/Falciano | 0,349 |

Wsp. – wartość współczynnika klubowego
Pogrubioną czcionką wyróżniono zespoły, które awansują do kolejnej rundy.
| Drużyna 1                            | Wynik dwumeczu | Drużyna 2            | Pierwszy mecz | Drugi mecz |
| ------------------------------------ | -------------- | -------------------- | ------------- | ---------- |
| Lincoln Red Imps                     | 2:1            | FC Santa Coloma      | 0:0           | 2:1        |
| Crusaders F.C.                       | 1:1 (br.wyj.)  | Tallinna FCI Levadia | 0:0           | 1:1        |
| Piunik Erywań                        | 4:2            | SS Folgore/Falciano  | 2:1           | 2:1        |
| B36 Tórshavn                         | 2:6            | The New Saints F.C.  | 1:2           | 1:4        |
| Po lewej gospodarz pierwszego meczu. |                |                      |               |            |

### Pierwsze mecze
| 130 czerwca 2015 | Piunik Erywań                  | 2:1   | SS Folgore/Falciano |                                                        |
| 18:00 CET        | Satumjan 45+2' · C. Romero 48' | (1:0) | 71' Hirsch          | Stadion Hanrapetakan, Erywań Sędzia: Dimitrios Massias |

| 230 czerwca 2015 | Lincoln Red Imps | 0:0 | FC Santa Coloma |                                                     |
| 20:00 CET        |                  |     |                 | Victoria Stadium, Gibraltar Sędzia: Johnny Casanova |

| 330 czerwca 2015 | Crusaders F.C. | 0:0 | FCI Levadia Tallinn |                                            |
| 20:45 CET        |                |     |                     | Seaview, Belfast Sędzia: Þorvaldur Árnason |

| 41 lipca 2015 | B36 Tórshavn       | 1:2   | The New Saints F.C.    |                                            |
| 20:00 CET     | H. P. Samuelsen 7' | (1:1) | 9' Quigley · 90' Wilde | Tórsvøllur, Thorshavn Sędzia: Sven Bindels |

### Rewanże
| 17 lipca 2015 | FCI Levadia Tallinn | 1:1   | Crusaders F.C. |                                                                 |
| 18:00 CET     | Luts 22'            | (1:1) | 4' Carvill     | A. Le Coq Arena, Tallinn Widzów: 1230 Sędzia: Giorgi Kruashvili |

| 27 lipca 2015 | FC Santa Coloma | 1:2   | Lincoln Red Imps          |                                                                              |
| 20:00 CET     | Lima 44'        | (1:0) | 48' Bardon · 64' Casciaro | Estadi Comunal d’Andorra la Vella, Andora Widzów: 700 Sędzia: Roomer Tarajev |

| 37 lipca 2015 | The New Saints F.C.                | 4:1   | B36 Tórshavn     |                                                           |
| 20:00 CET     | Wilde 15', 27', 47' · Williams 89' | (2:0) | 90+1' Cieślewicz | Park Hall, Oswestry Widzów: 1148 Sędzia: Ville Nevalainen |

| 47 lipca 2015 | SS Folgore/Falciano | 1:2   | Piunik Erywań                  |                                                                              |
| 20:30 CET     | Traini 65'          | (0:2) | 6' Howhannisjan · 41' Satumjan | Stadion Olimpijski, Serravalle Widzów: 821 Sędzia: Ignasi Villamayor Rozados |

## II runda kwalifikacyjna
Do startu w II rundzie kwalifikacyjnej uprawnione były 34 drużyny (3 z poprzedniej rundy), z czego 17 było rozstawionych. Losowanie odbyło się 22 czerwca. Pierwsze mecze rozegrano w dniach 14–15 lipca, natomiast rewanże tydzień później.
    drużyny, które awansowały z I rundy kwalifikacyjnej
| Drużyny rozstawione    |        |
| Drużyna                | Wsp.   |
| APOEL Nikozja          | 35,460 |
| NK Maribor             | 22,225 |
| Maccabi Tel Awiw       | 18,200 |
| Lech Poznań            | 17,300 |
| Qarabağ FK             | 11,500 |
| Drużyny nierozstawione |        |
| Drużyna                | Wsp.   |
| FK Sarajevo            | 5,500  |
| FK Astana              | 3,825  |
| Rudar Pljevlja         | 3,375  |
| Wardar Skopje          | 3,175  |
| Hibernians             | 1,591  |

| Drużyny rozstawione    |        |
| Drużyna                | Wsp.   |
| Celtic                 | 39,080 |
| BATE Borysów           | 35,150 |
| Malmö FF               | 12,545 |
| HJK Helsinki           | 11,140 |
| Molde FK               | 10,375 |
| FC Midtjylland         | 7.960  |
| Drużyny nierozstawione |        |
| Drużyna                | Wsp.   |
| Lincoln Red Imps       | 2,666  |
| FK Ventspils           | 5,350  |
| Žalgiris Wilno         | 3,900  |
| Piunik Erywań          | 3,550  |
| Stjarnan               | 3,100  |
| Dundalk F.C.           | 2,150  |

| Drużyny rozstawione    |        |
| Drużyna                | Wsp.   |
| Steaua Bukareszt       | 40,259 |
| Łudogorec Razgrad      | 25,350 |
| Dinamo Zagrzeb         | 24,700 |
| Partizan Belgrad       | 14,775 |
| Videoton FC            | 7,950  |
| Skënderbeu Korcza      | 5.575  |
| Drużyny nierozstawione |        |
| Drużyna                | Wsp.   |
| Dila Gori              | 4,875  |
| AS Trenczyn            | 4,250  |
| Crusaders F.C.         | 4,200  |
| Milsami Orgiejów       | 3,750  |
| The New Saints F.C.    | 5,575  |
| Fola Esch              | 2,525  |

Wsp. – wartość współczynnika klubowego
Pogrubioną czcionką wyróżnione zespoły, które awansowały do kolejnej rundy.
Pochyloną czcionką oznaczone drużyny, które przejęły współczynnik rywala z poprzedniej rundy.
| Drużyna 1                            | Wynik dwumeczu | Drużyna 2        | Pierwszy mecz | Drugi mecz |
| ------------------------------------ | -------------- | ---------------- | ------------- | ---------- |
| Hibernians                           | 3:6            | Maccabi Tel Awiw | 2:1           | 1:5        |
| APOEL Nikozja                        | 1:1 (br.wyj.)  | Wardar Skopje    | 0:0           | 1:1        |
| Qarabağ FK                           | 1:0            | Rudar Pljevlja   | 0:0           | 1:0        |
| FK Sarajevo                          | 0:3            | Lech Poznań      | 0:2           | 0:1        |
| NK Maribor                           | 2:3            | FK Astana        | 1:0           | 1:3        |
| BATE Borysów                         | 2:1            | Dundalk F.C.     | 2:1           | 0:0        |
| FK Ventspils                         | 1:4            | HJK Helsinki     | 1:3           | 0:1        |
| FC Midtjylland                       | 3:0            | Lincoln Red Imps | 1:0           | 2:0        |
| Molde FK                             | 5:1            | Piunik Erywań    | 5:0           | 0:1        |
| Malmö FF                             | 1:0            | Žalgiris Wilno   | 0:0           | 1:0        |
| Celtic                               | 6:1            | Stjarnan         | 2:0           | 4:1        |
| AS Trenczyn                          | 3:4            | Steaua Bukareszt | 0:2           | 3:2        |
| Partizan Belgrad                     | 3:0            | Dila Gori        | 1:0           | 2:0        |
| Łudogorec Razgrad                    | 1:3            | Milsami Orgiejów | 0:1           | 1:2        |
| Dinamo Zagrzeb                       | 4:1            | Fola Esch        | 1:1           | 3:0        |
| Skënderbeu Korcza                    | 6:4            | Crusaders F.C.   | 4:1           | 2:3        |
| The New Saints F.C.                  | 1:2 (po dogr.) | Videoton FC      | 0:1           | 1:1        |
| Po lewej gospodarz pierwszego meczu. |                |                  |               |            |

### Pierwsze mecze
| 114 lipca 2015 | FK Ventspils | 1:3   | HJK Helsinki                                |                                                               |
| 17:30 CET      | Jemeļins 63' | (0:0) | 75' (k.) Zeneli · 86' Jallow · 90+2' Tanaka | Stadion Olimpijski, Windawa Widzów: 2450 Sędzia: Jakob Kehlet |

| 214 lipca 2015 | APOEL Nikozja | 0:0 | Wardar Skopje |                                                            |
| 19:00 CET      |               |     |               | Stadion GSP, Nikozja Widzów: 14 531 Sędzia: Aliyar Aghayev |

| 314 lipca 2015 | FC Midtjylland | 1:0   | Lincoln Red Imps |                                                         |
| 19:30 CET      | Rasmussen 33'  | (1:0) |                  | MCH Arena, Herning Widzów: 5291 Sędzia: Alan Mario Sant |

| 414 lipca 2015 | Łudogorec Razgrad | 0:1   | Milsami Orgiejów |                                                             |
| 19:45 CET      |                   | (0:1) | 41' Antoniuc     | Łudogorec Arena, Razgrad Widzów: 5120 Sędzia: Antti Munukka |

| 514 lipca 2015 | Hibernians                 | 2:1   | Maccabi Tel Awiw |                                                                  |
| 20:00 CET      | Jorginho 74' · J. Lima 85' | (0:1) | 22' Igiebor      | Hibernians Ground, Paola Widzów: 1470 Sędzia: Siergiej Łapoczkin |

| 614 lipca 2015 | Molde FK                                                 | 5:0   | Piunik Erywań |                                                            |
| 20:00 CET      | Elyounoussi 36', 45' · Kamara 84', 90+2' · Moström 90+5' | (2:0) |               | Aker Stadion, Molde Widzów: 5650 Sędzia: Pavle Radovanović |

| 714 lipca 2015 | Skënderbeu Korcza                          | 4:1   | Crusaders F.C. |                                                                   |
| 20:00 CET      | Nimaga 15' · Salihi 34', 83' · Berisha 76' | (2:0) | 48' Owens      | Stadiumi Skënderbeu, Korcza Widzów: 5500 Sędzia: Alexander Harkam |

| 814 lipca 2015 | The New Saints F.C. | 0:1   | Videoton FC |                                                      |
| 20:00 CET      |                     | (0:0) | 77' Gyurcsó | Park Hall, Oswestry Widzów: 1068 Sędzia: Ján Valášek |

| 914 lipca 2015 | NK Maribor | 1:0   | FK Astana |                                                                             |
| 20:30 CET      | Šuler 5'   | (1:0) |           | Stadion Ljudski vrt, Maribor Widzów: 10 458 Sędzia: Carlos del Cerro Grande |

| 1014 lipca 2015 | AS Trenczyn | 0:2   | Steaua Bukareszt          |                                                                     |
| 20:30 CET       |             | (0:0) | 63' Stanciu · 70' Hamroun | Štadión pod Dubňom, Żylina Widzów: 6936 Sędzia: Alejandro Hernández |

| 1114 lipca 2015 | Partizan Belgrad | 1:0   | Dila Gori |                                                                   |
| 20:45 CET       | Babović 83'      | (0:0) |           | Stadion Partizana, Belgrad Widzów: 11 746 Sędzia: Bastian Dankert |

| 1214 lipca 2015 | FK Sarajevo | 0:2   | Lech Poznań                   |                                                                            |
| 21:00 CET       |             | (0:1) | 40' Hämäläinen · 62' Thomalla | Stadion Asim Ferhatović Hase, Sarajewo Widzów: 16 500 Sędzia: Paolo Valeri |

| 1315 lipca 2015 | Qarabağ FK | 0:0 | Rudar Pljevlja |                                                                          |
| 18:30 CET       |            |     |                | Stadion Tofiqa Bəhramova, Baku Widzów: 28 854 Sędzia: Sebastian Colțescu |

| 1415 lipca 2015 | Malmö FF | 0:0 | Žalgiris Wilno |                                                                    |
| 19:00 CET       |          |     |                | Swedbank Stadion, Malmö Widzów: 12 436 Sędzia: Eitan Shemeulevitch |

| 1515 lipca 2015 | BATE Borysów                  | 2:1   | Dundalk F.C. |                                                              |
| 19:30 CET       | Karnickij 11' · Jabłonski 38' | (2:1) | 32' McMillan | Barysau-Arena, Borysów Widzów: 11 421 Sędzia: Vlado Glođović |

| 1615 lipca 2015 | Celtic                    | 2:0   | Stjarnan |                                                            |
| 20:45 CET       | Boyata 44' · Johansen 56' | (1:0) |          | Celtic Park, Glasgow Widzów: 37 569 Sędzia: Daniel Siebert |

| 1715 lipca 2015 | Dinamo Zagrzeb   | 1:1   | Fola Esch |                                                   |
| 21:00 CET       | A. Henríquez 36' | (1:1) | 25' Hadji | Maksimir, Zagrzeb Widzów: 9100 Sędzia: Neil Doyle |

### Rewanże
| 121 lipca 2015 | Dila Gori | 0:2   | Partizan Belgrad           |                                                                         |
| 14:30 CET      |           | (0:1) | 37' Brašanac · 64' Oumarou | Stadion Tengiza Burdżanadze, Gori Widzów: 3842 Sędzia: Daniel Stefański |

| 221 lipca 2015 | Piunik Erywań | 1:0 | Molde FK |                                                                   |
| 16:00 CET      | Badojan 74'   |     |          | Stadion Hanrapetakan, Erywań Widzów: 2500 Sędzia: Anatolij Abduła |

| 321 lipca 2015 | Milsami Orgiejów        | 2:1   | Łudogorec Razgrad |                                                               |
| 17:00 CET      | Andronic 26' · Racu 89' | (1:1) | 25' Wanderson     | CSR Orhei, Orgiejów Widzów: 2970 Sędzia: Svein-Erik Edvartsen |

| 421 lipca 2015 | HJK Helsinki | 1:0   | FK Ventspils |                                                              |
| 18:00 CET      | Havenaar 83' | (0:0) |              | Sonera Stadium, Helsinki Widzów: 6562 Sędzia: Andreas Ekberg |

| 521 lipca 2015 | Maccabi Tel Awiw                                                      | 5:1   | Hibernians |                                                                           |
| 19:30 CET      | Jorginho 32' (sam.) · Zahawi 58' (k.) · Ben Chajjim 61' · Igiebor 82' | (1:0) | 52' Soares | Stadion Bloomfield, Tel Awiw-Jafa Widzów: 13 125 Sędzia: Andris Treimanis |

| 621 lipca 2015 | Wardar Skopje | 1:1   | APOEL Nikozja   |                                                               |
| 20:00 CET      | Daszian 90+4' | (0:0) | 60' De Vincenti | Stadion Filipa II, Skopje Widzów: 22 540 Sędzia: Davide Massa |

| 721 lipca 2015 | Lincoln Red Imps | 0:2   | FC Midtjylland          |                                                              |
| 20:00 CET      |                  | (0:1) | 44' Pušić · 89' Duelund | Victoria Stadium, Gibraltar Widzów: 1950 Sędzia: Hugo Miguel |

| 821 lipca 2015 | Žalgiris Wilno | 0:1   | Malmö FF       |                                                        |
| 20:10 CET      |                | (0:0) | 55' Tinnerholm | LFF Stadion, Wilno Widzów: 4933 Sędzia: Benoît Bastien |

| 921 lipca 2015 | Crusaders F.C.                              | 3:2   | Skënderbeu Korcza        |                                                           |
| 20:45 CET      | O’Flynn 50' · Snoddy 90+2' · Mitchell 90+3' | (0:0) | 69' Berisha · 77' Latifi | Seaview, Belfast Widzów: 1548 Sędzia: Christos Nicolaides |

| 1022 lipca 2015 | FK Astana                               | 3:1   | NK Maribor   |                                                              |
| 16:00 CET       | Żołszijew 12' · Cañas 43' · Twumasi 58' | (2:1) | 39' Rajčević | Astana Arena, Astana Widzów: 23 650 Sędzia: Adrien Jaccottet |

| 1122 lipca 2015 | Fola Esch | 0:3   | Dinamo Zagrzeb           |                                                                         |
| 20:00 CET       |           | (0:2) | 29', 40' Pjaca · 75' Rog | Stade Josy Barthel, Luksemburg Widzów: 3300 Sędzia: Sierhiej Cynkiewicz |

| 1222 lipca 2015 | Steaua Bukareszt           | 2:3   | AS Trenczyn                |                                                                  |
| 20:30 CET       | Sulley 57' · Tadé 60' (k.) | (0:2) | 13', 84' Wesley · 21' Bero | Stadionul Național, Bukareszt Widzów: 0 Sędzia: Paweł Raczkowski |

| 1322 lipca 2015 | Videoton FC  | 1:1 (pd.)  | The New Saints F.C. |                                                                       |
| 20:30 CET       | Gyurcsó 107' | (0:0, 0:1) | 78' Williams        | Sóstói Stadion, Székesfehérvár Widzów: 3268 Sędzia: Nerijus Dunauskas |

| 1422 lipca 2015 | Rudar Pljevlja | 0:1   | Qarabağ FK   |                                                                        |
| 20:45 CET       |                | (0:0) | 57' Reynaldo | Stadion Pod Malim Brdom, Petrovac Widzów: 1400 Sędzia: Georgij Kabakow |

| 1522 lipca 2015 | Lech Poznań | 1:0   | FK Sarajevo |                                                             |
| 20:45 CET       | Douglas 6'  | (1:0) |             | Stadion Miejski, Poznań Widzów: 22 205 Sędzia: Kevin Clancy |

| 1622 lipca 2015 | Dundalk F.C. | 0:0 | BATE Borysów |                                                            |
| 20:45 CET       |              |     |              | Oriel Park, Dundalk Widzów: 3103 Sędzia: Stavros Tritsonis |

| 1722 lipca 2015 | Stjarnan  | 1:4   | Celtic                                                    |                                                                  |
| 21:15 CET       | Finsen 7' | (1:1) | 33' Bitton · 49' Mulgrew · 88' Griffiths · 90+3' Johansen | Samsung völlurinn, Garðabær Widzów: 1022 Sędzia: Jonathan Lardot |

## III runda kwalifikacyjna
Od tej rundy turniej kwalifikacyjny został podzielony na 2 części – dla mistrzów i niemistrzów poszczególnych federacji:
- do startu w III rundzie kwalifikacyjnej dla mistrzów uprawnionych było 20 drużyn (w tym 17 zwycięzców II rundy), z czego 10 rozstawiono;
- do startu w III rundzie kwalifikacyjnej dla niemistrzów uprawniono 10 drużyn, z czego 5 zostało rozstawionych.

Drużyny, które przegrały w tej rundzie, otrzymają prawo gry w rundzie play-off Ligi Europy UEFA.
Uwaga: losowanie III rundy kwalifikacyjnej odbyło się przed zakończeniem II rundy, więc pary z II rundy były losowane według współczynnika „lepszej” drużyny. Oznacza to, że dla rozstawienia w III rundzie kwalifikacyjnej nie ma znaczenia, kto odpadnie w II rundzie.
    drużyny, które awansowały z II rundy kwalifikacyjnej
| Drużyny rozstawione    |        |
| Drużyna                | Wsp.   |
| FC Basel               | 84,875 |
| Steaua Bukareszt       | 40,259 |
| Celtic                 | 39,080 |
| Milsami Orgiejów       | 25,250 |
| FK Astana              | 22,225 |
| Drużyny nierozstawione |        |
| Drużyna                | Wsp.   |
| Lech Poznań            | 17,300 |
| Partizan Belgrad       | 14,775 |
| Qarabağ FK             | 11,500 |
| HJK Helsinki           | 11,140 |
| Skënderbeu Korcza      | 5,575  |

| Drużyny rozstawione    |        |
| Drużyna                | Wsp.   |
| Red Bull Salzburg      | 43,135 |
| Viktoria Pilzno        | 41,825 |
| APOEL Nikozja          | 35,460 |
| BATE Borysów           | 35,150 |
| Dinamo Zagrzeb         | 24,700 |
| Drużyny nierozstawione |        |
| Drużyna                | Wsp.   |
| Maccabi Tel Awiw       | 18,200 |
| Malmö FF               | 12,545 |
| Molde FK               | 10,375 |
| FC Midtjylland         | 7,960  |
| Videoton FC            | 7,950  |

Wsp. – wartość współczynnika klubowego
Pogrubioną czcionką wyróżnione zespoły, które awansowały do kolejnej rundy, zaś pochyłą drużyny, które przejęły współczynnik rywala z poprzedniej rundy.
| Drużyna 1                            | Wynik dwumeczu | Drużyna 2         | Pierwszy mecz | Drugi mecz |
| ------------------------------------ | -------------- | ----------------- | ------------- | ---------- |
| Lech Poznań                          | 1:4            | FC Basel          | 1:3           | 0:1        |
| Milsami Orgiejów                     | 0:4            | Skënderbeu Korcza | 0:2           | 0:2        |
| HJK Helsinki                         | 3:4            | FK Astana         | 0:0           | 3:4        |
| Celtic                               | 1:0            | Qarabağ FK        | 1:0           | 0:0        |
| Steaua Bukareszt                     | 3:5            | Partizan Belgrad  | 1:1           | 2:4        |
| FC Midtjylland                       | 2:2 (br.wyj.)  | APOEL Nikozja     | 1:2           | 1:0        |
| Maccabi Tel Awiw                     | 3:2            | Viktoria Pilzno   | 1:2           | 2:0        |
| Dinamo Zagrzeb                       | 4:4 (br.wyj.)  | Molde FK          | 1:1           | 3:3        |
| Videoton FC                          | 1:2            | BATE Borysów      | 1:1           | 0:1        |
| Red Bull Salzburg                    | 2:3            | Malmö FF          | 2:0           | 0:3        |
| Po lewej gospodarz pierwszego meczu. |                |                   |               |            |

| Szachtar Donieck | 86,033 |
| Ajax             | 66,195 |
| CSKA Moskwa      | 55,599 |
| Club Brugge      | 41,440 |
| AS Monaco        | 31,483 |

| BSC Young Boys   | 31,375 |
| Sparta Praga     | 30,825 |
| Fenerbahçe SK    | 30,020 |
| Panathinaikos AO | 19,880 |
| Rapid Wiedeń     | 15,635 |

Wsp. – wartość współczynnika klubowego
Pogrubioną czcionką wyróżnione zespoły, które awansowały do kolejnej rundy.
| Drużyna 1                            | Wynik dwumeczu | Drużyna 2        | Pierwszy mecz | Drugi mecz |
| ------------------------------------ | -------------- | ---------------- | ------------- | ---------- |
| Panathinaikos AO                     | 2:4            | Club Brugge      | 2:1           | 0:3        |
| BSC Young Boys                       | 1:7            | AS Monaco        | 1:3           | 0:4        |
| CSKA Moskwa                          | 5:4            | Sparta Praga     | 2:2           | 3:2        |
| Rapid Wiedeń                         | 5:4            | Ajax             | 2:2           | 3:2        |
| Fenerbahçe SK                        | 0:3            | Szachtar Donieck | 0:0           | 0:3        |
| Po lewej gospodarz pierwszego meczu. |                |                  |               |            |

### Pierwsze mecze
| 128 lipca 2015 | CSKA Moskwa              | 2:2   | Sparta Praga           |                                                        |
| 18:15 CET      | Dzagojew 14' · Tošić 53' | (1:1) | 15' Fatai · 57' Krejčí | Ariena Chimki, Chimki Sędzia: Javier Estrada Fernández |

| 228 lipca 2015 | Milsami Orgiejów | 0:2   | Skënderbeu Korcza   |                                                 |
| 19:00 CET      |                  | (0:0) | 50', 73' (k) Salihi | Stadion Zimbru, Kiszyniów Sędzia: Hüseyin Göçek |

| 328 lipca 2015 | FC Midtjylland | 1:2   | APOEL Nikozja        |                                          |
| 19:00 CET      | Poulsen 88'    | (0:2) | 30', 33' De Vincenti | MCH Arena, Herning Sędzia: Slavko Vinčić |

| 428 lipca 2015 | Maccabi Tel Awiw | 1:2   | Viktoria Pilzno               |                                                             |
| 19:30 CET      | Jicchaki 79'     | (0:2) | 17' Mahmutović · 21' Petržela | Stadion Bloomfield, Tel Awiw-Jafa Sędzia: Alaksiej Kulbakou |

| 528 lipca 2015 | Panathinaikos AO           | 2:1   | Club Brugge          |                                                                   |
| 20:00 CET      | Berg 37' · Karelis 65' (k) | (1:1) | 10' Bolingoli-Mbombo | Stadion Apostolos Nikolaidis, Ateny Sędzia: Władysław Biezborodow |

| 628 lipca 2015 | Fenerbahçe SK | 0:0   | Szachtar Donieck |                                                         |
| 20:00 CET      |               | (0:0) |                  | Fenerbahçe Şükrü Saracoğlu, Stambuł Sędzia: Jorge Sousa |

| 728 lipca 2015 | BSC Young Boys | 1:3   | AS Monaco                                |                                                   |
| 20:15 CET      | Nuzzolo 74'    | (0:0) | 64' Kurzawa · 72' Carrillo · 75' Pašalić | Stade de Suisse Wankdorf, Berno Sędzia: Matej Jug |

| 828 lipca 2015 | Videoton FC  | 1:1   | BATE Borysów   |                                                           |
| 20:30 CET      | Vinícius 89' | (0:0) | 56' Karnitskij | Sóstói Stadion, Székesfehérvár Sędzia: Alaksandar Stawrew |

| 928 lipca 2015 | Dinamo Zagrzeb | 1:1   | Molde FK   |                                          |
| 21:00 CET      | Henríquez 18'  | (1:1) | 21' Kamara | Maksimir, Zagrzeb Sędzia: Serge Gumienny |

| 1029 lipca 2015 | HJK Helsinki | 0:0   | FK Astana |                                                  |
| 18:00 CET       |              | (0:0) |           | Sonera Stadium, Helsinki Sędzia: Alexandru Tudor |

| 1129 lipca 2015 | Red Bull Salzburg               | 2:0   | Malmö FF |                                                    |
| 19:00 CET       | Ulmer 51' · Hinteregger 89' (k) | (0:0) |          | Red Bull Arena, Wals-Siezenheim Sędzia: Luca Banti |

| 1229 lipca 2015 | Steaua Bukareszt | 1:1   | Partizan Belgrad |                                                                                     |
| 20:30 CET       | Varela 81'       | (0:0) | 62' Vulićević    | Stadionul Național, Bukareszt Widzów: (bez udziału publiczności) Sędzia: Kevin Blom |

| 1329 lipca 2015 | Lech Poznań  | 1:3   | FC Basel                           |                                                |
| 20:45 CET       | Thomalla 36' | (1:1) | 34' Lang · 77' Janko · 90+2' Callà | Stadion Miejski, Poznań Sędzia: Anthony Taylor |

| 1429 lipca 2015 | Celtic     | 1:0   | Qarabağ FK |                                                   |
| 20:45 CET       | Boyata 82' | (0:0) |            | Celtic Park, Glasgow Sędzia: Robert Schörgenhofer |

| 1529 lipca 2015 | Rapid Wiedeń          | 2:2   | Ajax              |                                                    |
| 21:05 CET       | Kainz 48' · Berić 76' | (0:2) | 25', 43' Klaassen | Ernst-Happel-Stadion, Wiedeń Sędzia: Willie Collum |

### Rewanże
| 14 sierpnia 2015 | APOEL Nikozja | 0:1   | FC Midtjylland |                                                          |
| 19:00 CET        |               | (0:1) | 3' Sviatchenko | Stadion GSP, Nikozja Widzów: 16 070 Sędzia: Bobby Madden |

| 24 sierpnia 2015 | Molde FK                                        | 3:3   | Dinamo Zagrzeb                  |                                                         |
| 19:00 CET        | Hussain 43' · Elyounoussi 52' (k.) · Kamara 75' | (1:3) | 17' Pjaca · 20' Ademi · 22' Rog | Aker Stadion, Molde Widzów: 7017 Sędzia: Michael Oliver |

| 34 sierpnia 2015 | Ajax                   | 2:3   | Rapid Wiedeń                |                                                                 |
| 20:15 CET        | Milik 52' · Gudelj 75' | (0:2) | 12' Berić · 39', 77' Schaub | Amsterdam ArenA, Amsterdam Widzów: 53 502 Sędzia: Ivan Kružliak |

| 44 sierpnia 2015 | AS Monaco                                                   | 4:0   | BSC Young Boys |                                                                  |
| 20:45 CET        | Cavaleiro 54' · Kurzawa 64' · Martial 70' · El Shaarawy 77' | (0:0) |                | Stadion Ludwika II, Monako Widzów: 10 457 Sędzia: Danny Makkelie |

| 55 sierpnia 2015 | FK Astana                                                   | 4:3   | HJK Helsinki                           |                                                        |
| 16:00 CET        | Twumasi 44' · Cañas 47' (k.) · Szomko 56' · Postnikow 90+3' | (1:2) | 4' Jallow · 42' Baah · 86' (k.) Zeneli | Astana Arena, Astana Widzów: 27 937 Sędzia: Alon Yefet |

| 65 sierpnia 2015 | Qarabağ FK | 0:0 | Celtic |                                                                            |
| 18:30 CET        |            |     |        | Stadion Tofiqa Bəhramova, Baku Widzów: 31 850 Sędzia: Martin Strömbergsson |

| 75 sierpnia 2015 | Sparta Praga          | 2:3   | CSKA Moskwa                  |                                                              |
| 18:45 CET        | Krejčí 6' · Fatai 16' | (2:1) | 34', 51' Musa · 76' Dzagojew | Generali Arena, Praga Widzów: 16 580 Sędzia: Paolo Mazzoleni |

| 85 sierpnia 2015 | BATE Borysów | 1:0   | Videoton FC |                                                            |
| 19:30 CET        | Nikolić 82'  | (0:0) |             | Barysau-Arena, Borysów Widzów: 12 498 Sędzia: Kevin Hansen |

| 95 sierpnia 2015 | FC Basel        | 1:0   | Lech Poznań |                                                             |
| 20:15 CET        | Bjarnason 90+1' | (0:0) |             | St. Jakob-Park, Bazylea Widzów: 18 196 Sędzia: Ruddy Buquet |

| 105 sierpnia 2015 | Partizan Belgrad                                        | 4:2   | Steaua Bukareszt         |                                                              |
| 20:30 CET         | Babović 8' · Jevtović 60' · Živković 70' · Trujić 90+1' | (1:2) | 11' Sulley · 33' Hamroun | Stadion Partizana, Belgrad Widzów: 26 775 Sędzia: István Vad |

| 115 sierpnia 2015 | Malmö FF                              | 3:0   | Red Bull Salzburg |                                                                    |
| 20:30 CET         | Đurđić 7' · Rosenberg 14' · Rodić 42' | (3:0) |                   | Swedbank Stadion, Malmö Widzów: 19 522 Sędzia: Michael Koukoulakis |

| 125 sierpnia 2015 | Club Brugge                          | 3:0   | Panathinaikos AO |                                                                       |
| 20:30 CET         | Cools 53' · Vázquez 58' · Oularé 62' | (0:0) |                  | Jan Breydel Stadion, Brugia Widzów: 27 038 Sędzia: Stefan Johannesson |

| 135 sierpnia 2015 | Skënderbeu Korcza       | 2:0   | Milsami Orgiejów |                                                               |
| 20:45 CET         | Salihi 16' · Progni 55' | (1:0) |                  | Elbasan Arena, Elbasan Widzów: 7800 Sędzia: Artur Soares Dias |

| 145 sierpnia 2015 | Viktoria Pilzno | 0:2   | Maccabi Tel Awiw     |                                                               |
| 20:45 CET         |                 | (0:0) | 76' (k.), 83' Zahawi | Doosan Arena, Pilzno Widzów: 11 242 Sędzia: Jewhen Aranowśkij |

| 155 sierpnia 2015 | Szachtar Donieck                          | 3:0   | Fenerbahçe SK |                                                      |
| 20:45 CET         | Hładky 25' · Srna 65' (k.) · Teixeira 68' | (1:0) |               | Arena Lwów, Lwów Widzów: 33 179 Sędzia: Felix Zwayer |

## Runda play-off
W tej rundzie kwalifikacji utrzymany został podział na 2 części – dla mistrzów i niemistrzów poszczególnych federacji:
- do startu w rundzie play-off dla mistrzów uprawnionych zostało 10 drużyn (zwycięzców III rundy), z czego 5 zostało rozstawionych;
- do startu w rundzie play-off dla niemistrzów uprawnionych było 10 drużyn (w tym 5 zwycięzców III rundy), z czego 5 było rozstawionych.

Drużyny, które przegrały w tej rundzie, otrzymały prawo gry w fazie grupowej Ligi Europy UEFA. Losowanie odbyło się 7 sierpnia.
    drużyny, które awansowały z III rundy kwalifikacyjnej
| Drużyny rozstawione | Drużyny rozstawione | Drużyny rozstawione | Drużyny rozstawione |
| Drużyna             | Wsp.                | Drużyna             | Wsp.                |
| ------------------- | ------------------- | ------------------- | ------------------- |
| FC Basel            | 84,875              | BATE Borysów        | 35,150              |
| Celtic              | 39,080              | Dinamo Zagrzeb      | 24,700              |
| APOEL Nikozja       | 35,460              |                     |                     |

| Drużyny nierozstawione | Drużyny nierozstawione | Drużyny nierozstawione | Drużyny nierozstawione |
| Drużyna                | Wsp.                   | Drużyna                | Wsp.                   |
| ---------------------- | ---------------------- | ---------------------- | ---------------------- |
| Maccabi Tel Awiw       | 18,200                 | Skënderbeu Korcza      | 5,575                  |
| Partizan Belgrad       | 14,775                 | FK Astana              | 3,825                  |
| Malmö FF               | 12,545                 |                        |                        |

Wsp. – wartość współczynnika klubowego
Pogrubioną czcionką wyróżnione zespoły, które awansowały do kolejnej rundy.
| Drużyna 1                            | Wynik dwumeczu | Drużyna 2        | Pierwszy mecz | Drugi mecz |
| ------------------------------------ | -------------- | ---------------- | ------------- | ---------- |
| FK Astana                            | 2:1            | APOEL Nikozja    | 1:0           | 1:1        |
| Skënderbeu Korcza                    | 2:6            | Dinamo Zagrzeb   | 1:2           | 1:4        |
| Celtic                               | 3:4            | Malmö FF         | 3:2           | 0:2        |
| FC Basel                             | 3:3 (br. wyj.) | Maccabi Tel Awiw | 2:2           | 1:1        |
| BATE Borysów                         | 2:2 (br. wyj.) | Partizan Belgrad | 1:0           | 1:2        |
| Po lewej gospodarz pierwszego meczu. |                |                  |               |            |

| Drużyny rozstawione | Drużyny rozstawione | Drużyny rozstawione | Drużyny rozstawione |
| Drużyna             | Wsp.                | Drużyna             | Wsp.                |
| ------------------- | ------------------- | ------------------- | ------------------- |
| Manchester United   | 103,078             | Szachtar Donieck    | 86,033              |
| Valencia CF         | 99,999              | Sporting CP         | 56,276              |
| Bayer Leverkusen    | 87,825              |                     |                     |

| Drużyny nierozstawione | Drużyny nierozstawione | Drużyny nierozstawione | Drużyny nierozstawione |
| Drużyna                | Wsp.                   | Drużyna                | Wsp.                   |
| ---------------------- | ---------------------- | ---------------------- | ---------------------- |
| CSKA Moskwa            | 55,599                 | AS Monaco              | 31,483                 |
| Lazio                  | 49,102                 | Rapid Wiedeń           | 15,635                 |
| Club Brugge            | 41,440                 |                        |                        |

Wsp. – wartość współczynnika klubowego
Pogrubioną czcionką wyróżnione zespoły, które awansowały do kolejnej rundy.
| Drużyna 1                            | Wynik dwumeczu | Drużyna 2        | Pierwszy mecz | Drugi mecz |
| ------------------------------------ | -------------- | ---------------- | ------------- | ---------- |
| Lazio                                | 1:3            | Bayer Leverkusen | 1:0           | 0:3        |
| Manchester United                    | 7:1            | Club Brugge      | 3:1           | 4:0        |
| Sporting CP                          | 3:4            | CSKA Moskwa      | 2:1           | 1:3        |
| Rapid Wiedeń                         | 2:3            | Szachtar Donieck | 0:1           | 2:2        |
| Valencia CF                          | 4:3            | AS Monaco        | 3:1           | 1:2        |
| Po lewej gospodarz pierwszego meczu. |                |                  |               |            |

### Pierwsze mecze
| 118 sierpnia 2015 | FK Astana     | 1:0   | APOEL Nikozja |                                                           |
| 18:00 CET         | Żołszijew 14' | (1:0) |               | Astana Arena, Astana Widzów: 30 000 Sędzia: Viktor Kassai |

| 218 sierpnia 2015 | BATE Borysów     | 1:0   | Partizan Belgrad |                                                             |
| 20:45 CET         | Hardziajczuk 75' | (0:0) |                  | Barysau-Arena, Borysów Widzów: 11 628 Sędzia: Craig Thomson |

| 318 sierpnia 2015 | Lazio     | 1:0   | Bayer Leverkusen |                                                             |
| 20:45 CET         | Keita 77' | (0:0) |                  | Stadio Olimpico, Rzym Widzów: 38 917 Sędzia: Jonas Eriksson |

| 418 sierpnia 2015 | Manchester United               | 3:1   | Club Brugge       |                                                               |
| 20:45 CET         | Depay 13', 43' · Fellaini 90+4' | (2:1) | 8' (sam.) Carrick | Old Trafford, Manchester Widzów: 75 312 Sędzia: Deniz Aytekin |

| 518 sierpnia 2015 | Sporting CP                 | 2:1   | CSKA Moskwa |                                                                    |
| 20:45 CET         | Gutiérrez 12' · Slimani 82' | (1:1) | 40' Doumbia | Estádio José Alvalade, Lizbona Widzów: 41 826 Sędzia: Cüneyt Çakır |

| 619 sierpnia 2015 | Skënderbeu Korcza | 1:2   | Dinamo Zagrzeb              |                                                                 |
| 20:45 CET         | Shkëmbi 37'       | (1:0) | 66' Soudani · 90+3' Pivarić | Elbasan Arena, Elbasan Widzów: 12 163 Sędzia: Siergiej Karasiow |

| 719 sierpnia 2015 | Celtic                         | 3:2   | Malmö FF          |                                                         |
| 20:45 CET         | Griffiths 3', 61' · Bitton 10' | (2:0) | 52', 90+5' Berget | Celtic Park, Glasgow Widzów: 52 412 Sędzia: Felix Brych |

| 819 sierpnia 2015 | FC Basel                      | 2:2   | Maccabi Tel Awiw  |                                                              |
| 20:45 CET         | Delgado 39' (k.) · Embolo 88' | (1:1) | 31', 90+6' Zahawi | St. Jakob-Park, Bazylea Widzów: 15 620 Sędzia: Willie Collum |

| 919 sierpnia 2015 | Rapid Wiedeń | 0:1   | Szachtar Donieck |                                                                   |
| 20:45 CET         |              | (0:1) | 44' Marlos       | Ernst-Happel-Stadion, Wiedeń Widzów: 46 400 Sędzia: Björn Kuipers |

| 1018 sierpnia 2015 | Dinamo Zagrzeb                         | 3:1   | Skënderbeu Korcza |                                                                    |
| 20:45 CET          | Rodrigo 4' · Parejo 59' · Feghouli 86' | (1:0) | 49' Pašalić       | Estadio Mestalla, Walencja Widzów: 45 633 Sędzia: Mark Clattenburg |

### Rewanże
| 125 sierpnia 2015 | Dinamo Zagrzeb                             | 4:1   | Skënderbeu Korcza |                                                          |
| 20:45 CET         | Soudani 9', 80' · Hodžić 15' · Taravel 55' | (2:1) | 10' Esquerdinha   | Maksimir, Zagrzeb Widzów: 16 888 Sędzia: Gianluca Rocchi |

| 225 sierpnia 2015 | Malmö FF                          | 2:0   | Celtic |                                                              |
| 20:45 CET         | Rosenberg 23' · Boyata 54' (sam.) | (1:0) |        | Swedbank Stadion, Malmö Widzów: 20 500 Sędzia: Milorad Mažić |

| 325 sierpnia 2015 | Maccabi Tel Awiw | 1:1   | FC Basel  |                                                                        |
| 20:45 CET         | Zahavi 24'       | (1:1) | 11' Zuffi | Stadion Bloomfield, Tel Awiw-Jafa Widzów: 13 250 Sędzia: Damir Skomina |

| 425 sierpnia 2015 | Szachtar Donieck        | 2:2   | Rapid Wiedeń             |                                                          |
| 20:45 CET         | Marlos 10' · Hładky 27' | (2:2) | 13' Schaub · 22' Hofmann | Arena Lwów, Lwów Widzów: 28 417 Sędzia: Szymon Marciniak |

| 525 sierpnia 2015 | AS Monaco                | 2:1   | Valencia CF |                                                              |
| 20:45 CET         | Raggi 17' · Elderson 75' | (1:1) | 4' Negredo  | Stade Louis II, Monako Widzów: 13 165 Sędzia: Nicola Rizzoli |

| 626 sierpnia 2015 | APOEL Nikozja | 1:1   | FK Astana      |                                                             |
| 20:45 CET         | Štilić 60'    | (0:0) | 84' Maksimović | Stadion GSP, Nikozja Widzów: 17 699 Sędzia: Martin Atkinson |

| 726 sierpnia 2015 | Partizan Belgrad                        | 2:1   | BATE Borysów   |                                                                     |
| 20:45 CET         | Żaunierczyk 74' (sam.) · Šaponjić 90+3' | (0:1) | 25' Stasiewicz | Stadion Partizana, Belgrad Widzów: 27 234 Sędzia: Svein Oddvar Moen |

| 826 sierpnia 2015 | Bayer Leverkusen                             | 3:0   | Lazio |                                                                     |
| 20:45 CET         | Çalhanoğlu 40' · Mehmedi 48' · Bellarabi 88' | (1:0) |       | BayArena, Leverkusen Widzów: 28 222 Sędzia: Carlos Velasco Carballo |

| 926 sierpnia 2015 | Club Brugge | 0:4   | Manchester United                  |                                                                        |
| 20:45 CET         |             | (0:1) | 20', 49', 57' Rooney · 63' Herrera | Jan Breydel Stadion, Brugia Widzów: 28 733 Sędzia: Antonio Mateu Lahoz |

| 1026 sierpnia 2015 | CSKA Moskwa                 | 3:1   | Sporting CP   |                                                             |
| 20:45 CET          | Doumbia 49', 72' · Musa 85' | (0:1) | 36' Gutiérrez | Ariena Chimki, Chimki Widzów: 17 259 Sędzia: Pavel Královec |

## Klasyfikacja strzelców
| Msc. | Zawodnik               | Zespół              | Mecze          | Bramki | Minuty na boisku |
| ---- | ---------------------- | ------------------- | -------------- | ------ | ---------------- |
| 1.   | Eran Zahawi            | Maccabi Tel Awiw    | 5              | 7      | 450'             |
| 2.   | Hamdi Salihi           | Skënderbeu Korcza   | 5              | 5      | 438'             |
| 3    | Ola Kamara             | Molde FK            | 4              | 4      | 331'             |
| 3    | Michael Wilde          | The New Saints F.C. | 4              | 4      | 368'             |
| 5.   | Wayne Rooney           | Manchester United   | 2              | 3      | 174'             |
| 5.   | Seydou Doumbia         | CSKA Moskwa         | 2              | 3      | 178'             |
| 5.   | Leigh Griffiths        | Celtic              | 6              | 3      | 268'             |
| 5.   | Louis Schaub           | Rapid Wiedeń        | 4              | 3      | 284'             |
| 5.   | Mohamed Elyounoussi    | Molde FK            | 4              | 3      | 360'             |
| 5.   | Ahmed Musa             | CSKA Moskwa         | 4              | 3      | 360'             |
| 5.   | El Arbi Hillel Soudani | Dinamo Zagrzeb      | 6              | 3      | 479'             |
| 5.   | Marko Pjaca            | Dinamo Zagrzeb      | 6              | 3      | 527'             |
| 14.  | 33 zawodników          | 33 zawodników       | 33 zawodników  | 2      | —                |
| 47.  | 121 zawodników         | 121 zawodników      | 121 zawodników | 1      | —                |
| 168. | 3 zawodników           | 3 zawodników        | 3 zawodników   | sam.   | —                |

Źródło:.